# Senado de Puerto Rico
El Senado de Puerto Rico es la cámara alta de la Asamblea Legislativa de Puerto Rico. Junto con la Cámara de Representantes conforman el poder legislativo de Puerto Rico. Actualmente, el Senado de Puerto Rico está compuesto por 28 senadores.
La estructura y las responsabilidades están definidas por el Artículo III de la Constitución de Puerto Rico, quien establece los poderes legislativos en la Asamblea Legislativa.  Todo proyecto de ley debe ser aprobado por ambas cámaras, Senado y Cámara de Representantes, y firmado por el Gobernador de Puerto Rico para poder convertirse en ley.
El Senado, junto con sus miembros y personal, se encuentran ubicados en la mitad este del Capitolio de Puerto Rico, llamados el Edificio Rafael Martínez Nadal, el Edificio Luis Muñoz Marín, el Edificio Antonio R. Barceló, el Edificio Luis A. Ferré, Edificio Ramón Mellado Parsons y Edificio Baltasar Corrada del Río.

## Historia
Puerto Rico y sus poderes políticos se regían por la “ley temporal” de 1900, la primera Carta Orgánica. Aquella Ley Foraker es considerada un atraso en la búsqueda de un gobierno propio en comparación con la Carta Autonómica de 1897 concedida por el Régimen Español. Con la Ley Foraker el desarrollo político de la Isla residía en el Consejo Ejecutivo.
El Consejo Ejecutivo de la Ley Foraker era quien tenía los poderes ejecutivos y legislativos, esto es, sus miembros asesoraban al Gobernador, que los nombraba, y aprobaban las leyes que su jefe sugería. El Consejo Ejecutivo hacía las funciones de la actual Cámara Alta de la Legislatura puertorriqueña, el Senado de Puerto Rico, cuya otra Cámara era la de Delegados, elegida mediante el voto popular.
En 1917, Don Antonio Barceló, primer Presidente del Senado de Puerto Rico, abrió los trabajos del primer Senado puertorriqueño. El Senado fue establecido luego de la firma de la segunda Ley Orgánica —la Ley Jones de 2 de marzo de 1917— otorgada a Puerto Rico por el Congreso de los Estados Unidos. Esta ley otorga a los puertorriqueños la ciudadanía estadounidense y permite al pueblo elegir el Senado.
En sus comienzos el Senado estaba compuesto por 19 miembros, 14 de ellos eran elegidos en 7 distritos senatoriales y 5 eran electos por acumulación.

## Autoridades
| Cargo               | Titular | Titular                   | Partido | Distrito    |
| ------------------- | ------- | ------------------------- | ------- | ----------- |
| Presidente          |         | Thomas Rivera Schatz      | PNP     | Acumulación |
| Vicepresidentes     |         | Carmelo Ríos Santiago     | PNP     | Bayamón II  |
| Portavoces          |         | Gregorio Matías           | PNP     | Acumulación |
| Portavoces          |         | Luis Javier Hernández     | PPD     | Acumulación |
| Portavoces          |         | María de Lourdes Santiago | PIP     | Acumulación |
| Portavoces          |         | Joanne Rodríguez Veve     | PD      | Acumulación |
| Portavoces alternos |         | Juan Oscar Morales        | PNP     | San Juan I  |
| Portavoces alternos |         | Marially González Huertas | PPD     | Ponce V     |
| Portavoces alternos |         | Adrián González Costa     | PIP     | Acumulación |

## Composición[10]
Para la elección de los miembros del Senado, se divide a la isla de Puerto Rico en ocho distritos senatoriales. Para cada uno de estos distritos, los puertorriqueños eligen dos senadores. Además, cada elector puede votar por un Senador por Acumulación. Los once Senadores por acumulación que obtengan más votos forman el resto del Senado, que tiene 27 miembros. 

### Requisitos
El artículo III de la Constitución de Puerto Rico requiere que para ser senador, la persona debe cumplir con ciertos requisitos:
- Poder leer y escribir en español e inglés.
- Ser un ciudadano de los Estados Unidos y Puerto Rico.
- Haber vivido en Puerto Rico con una antigüedad mínima de dos años antes de la elección.
- Tener más de 30 años de edad.

## Comisiones
| - Comisión de Agricultura - Comisión de Asuntos de la Mujer - Comisión de Asuntos del Consumidor y Servicios Públicos Esenciales - Comisión de Asuntos del Veterano - Comisión de Asuntos Internos - Comisión de Asuntos Municipales - Comisión de Banca, Comercio y Cooperativismo - Comisión de Bienestar Social y Asuntos de Familia - Comisión Especial de Asuntos de Energía - Comisión Especial para la Evaluación del Sistema Electoral de Puerto Rico - Comisión de Desarrollo de la Región Sur Central - Comisión de Desarrollo del Oeste - Comisión de Educación y Reforma Universitaria | - Comisión de Ética e Integridad Pública - Comisión de Gobierno - Comisión de Hacienda - Comisión para el Desarrollo de Iniciativas Comunitarias - Comisión de Innovación, Telecomunicaciones, Urbanismo e Infraestructura - Comisión de Juventud, Recreación y Deportes - Comisión de Nombramientos - Comisión de Reglas y Calendarios - Comisión sobre Relaciones Federales, Políticas y Económicas - Comisión de Salud - Comisión de Salud Ambiental y Recursos Naturales - Comisión de Seguridad Pública - Comisión de Turismo y Cultura |

## Presidencia
La Presidencia del Senado es ejercida por un senador electo para este puesto por los miembros de la cámara. Son responsabilidades del presidente representar al Senado en foros gubernamentales, públicos y judiciales, nombrar su comisiones, funcionarios, asesores y empleados, llamar al orden al Senado, tomar juramento a sus miembros, presidir los debates y establecer la agenda legislativa. Estas funciones están establecidas por la Constitución de Puerto Rico, el Código Político de 1902 y por el Reglamento del Senado.
| Legislatura        | Presidente  | Presidente              | Partido              | Circunscripción | Mandato   |
| ------------------ | ----------- | ----------------------- | -------------------- | --------------- | --------- |
| I legislatura      |             | Antonio Barceló         | Unión de Puerto Rico | Humacao         | 1917-1921 |
| II legislatura     | Acumulación | Antonio Barceló         | Unión de Puerto Rico | 1921-1925       |           |
| III legislatura    | Acumulación | Antonio Barceló         | Unión de Puerto Rico | 1925-1929       |           |
| IV legislatura     |             | Luis Sánchez Morales    | Partido Republicano  | San Juan        | 1929-1933 |
| V legislatura      |             | Rafael Martínez Nadal   | Partido Republicano  | Acumulación     | 1933-1937 |
| VI legislatura     | 1937-1941   | Rafael Martínez Nadal   | Partido Republicano  | Acumulación     |           |
| VII legislatura    |             | Luis Muñoz Marín        | PPD                  | Acumulación     | 1941-1945 |
| VIII legislatura   | 1945-1949   | Luis Muñoz Marín        | PPD                  | Acumulación     |           |
| IX legislatura     |             | Samuel R. Quiñones      | PPD                  | Acumulación     | 1949-1953 |
| X legislatura      | 1953-1957   | Samuel R. Quiñones      | PPD                  | Acumulación     |           |
| XI legislatura     | 1957-1961   | Samuel R. Quiñones      | PPD                  | Acumulación     |           |
| XII legislatura    | 1961-1965   | Samuel R. Quiñones      | PPD                  | Acumulación     |           |
| XIII legislatura   | 1965-1969   | Samuel R. Quiñones      | PPD                  | Acumulación     |           |
| XIV legislatura    |             | Rafael Hernández Colón  | PPD                  | Acumulación     | 1969-1973 |
| XV legislatura     |             | Juan Cancel Ríos        | PPD                  | Arecibo         | 1973-1977 |
| XVI legislatura    |             | Luis A. Ferré           | PNP                  | Acumulación     | 1977-1981 |
| XVII legislatura   |             | Miguel Hernández Agosto | PPD                  | Acumulación     | 1981-1985 |
| XVIII legislatura  | 1985-1989   | Miguel Hernández Agosto | PPD                  | Acumulación     |           |
| XIX legislatura    | 1989-1993   | Miguel Hernández Agosto | PPD                  | Acumulación     |           |
| XX legislatura     |             | Roberto Rexach Benítez  | PNP                  | Acumulación     | 1993-1997 |
| XXI legislatura    |             | Charlie Rodríguez       | PNP                  | Acumulación     | 1997-2001 |
| XXII legislatura   |             | Antonio Fas Alzamora    | PPD                  | Acumulación     | 2001-2005 |
| XXIII legislatura  |             | Kenneth McClintock      | PNP                  | Acumulación     | 2005-2009 |
| XXIV legislatura   |             | Thomas Rivera Schatz    | PNP                  | Acumulación     | 2009-2013 |
| XXV legislatura    |             | Eduardo Bhatia Gautier  | PPD                  | Acumulación     | 2013-2017 |
| XXVI legislatura   |             | Thomas Rivera Schatz    | PNP                  | Acumulación     | 2017-2021 |
| XXVII legislatura  |             | José Luis Dalmau        | PPD                  | Acumulación     | 2021-2025 |
| XXVIII legislatura |             | Thomas Rivera Schatz    | PNP                  | Acumulación     | 2025-     |